# 科斯佳內茨 (羅夫諾州)
50°24′56″N 25°55′50″E / 50.41556°N 25.93056°E
科斯佳內茨（羅馬化：Kostianets）是烏克蘭西部羅夫諾州杜布諾區的村莊，面積0.25平方公里，海拔高度242米，2001年人口399，人口密度每平方公里1,615.4人。